# Erika Matsunami
Erika Matsunami (japanisch 松並 えりか Matsunami Erika; * 1963 in Hiroshima) ist eine japanisch-deutsche Tänzerin, Bildhauerin, Video-, Installations- und Performancekünstlerin.

## Leben und Wirken
Matsunami studierte traditionellen japanischen Tanz bei Fujima Toshika und Hanayagi Masatoyo. 1984 legte sie die Tanzprüfung ab und erhielt den Künstlernamen Hanayagi Hosenyu. Von 1982 bis 1984 studierte sie an der Fakultät für bildende Kunst der Hijiyama-Universität in Tokio Bildhauerei bei Hisashi Akutagawa. In der Folge nahm sie dort bis 1986 an einer Forschungsstudie im Bereich Bildhauerei/Plastik bei Akutagawa teil und arbeitete auch künstlerisch als Bildhauerin bei Masanami Yoshida. Sie war Mitglied des Verbandes für Neue Bildende Kunst im Bereich Bildhauerei.
An der Universität Wien legte sie die deutsche Sprachprüfung für den Hochschulbesuch ab und studierte dann von 1992 bis 1995 freie Künste am Fachbereich Bildende Kunst an der Universität der Künste Berlin. Bis 1997 absolvierte sie am Institut für Kunst im Kontext ein Postgraduiertenstudium in Bildender Kunst unter Katharina Jedermann und Wolfgang Knapp und ein Praktikum bei dem in Paris arbeitenden Fotografen Thomas Dorn.
Ab 1999 arbeitete sie als Video- und Performancekünstlerin für die Pfefferwerk gGmbH in Berlin (u. a. Video-Performance-Projekt „Drei Bewegte Figuren“ in Zusammenarbeit mit dem Theater Thikwa). Seit 2000 produzierte und entwickelte sie experimentelle Videos und visuelle Performances und nahm regelmäßig an Ausstellungen, Performances und Festivals teil (u. a. im Künstlerbahnhof Westend, im British National Film Theatre in London, in der Finnischen Nationalgalerie in Helsinki und im Martin-Gropius-Bau).
Ab 2006 war sie in OIO involvierte, eine Zusammenarbeit mit dem griechischen Komponisten Antonis Anissegos. In diesem Rahmen realisierte sie das Projekt deflection – rasenjo no jikan, eine Performance und audiovisuelle Installation im Kyoto Art Centre, das experimentelle Video deflection (2005), mit dem sie beim Experimental Video Film Festival EXIS 06 in Seoul, dem Media Art Festival, dem 20. Instants Video Festival in Marseille und der transmediale 07 in Berlin präsent war sowie die audiovisuelle Improvisation session (2007) (im b-flat, Berlin und beim Gesellschaft/Ort e.V.). Mit OIO und dem japanischen Künstler Kyota Takahashi entstand das Projekt trans+ O (2007).
Ein ständiges Projekt Matsumamis mit OIO ist still/silent, das u. a. in Berlin im GlogauAIR (Berlin), im Haus der Kulturen der Welt und im Arttransponder (2007), im Palazzo Pesaro Papafava in Venedig (2009) und beim Experimental Video & Film Festival EXiS in Seoul (2009) präsentiert und 2010 mit dem Jazzkomponisten und Bassisten Chris Dahlgren im Rahmen des Programms OSTRALE'010 bei der OSTRALE 2010 fortgeführt wurde.
Mit ihrem Projekt B.O.D.Y. (2000–2009), einer Video-, Performance-, Fotografie- und Mixed-Media-Installation, war Matsunami bei den Ausstellungen unbeschreiblich weiblich im Kunstforum der GEDOK in Hamburg und o.T. Wer die Wahl hat im Verborgenen Museum in Berlin (2009) zu sehen.